# Moxee
Moxee az Amerikai Egyesült Államok északnyugati részén, Washington állam Yakima megyéjében elhelyezkedő város. A 2010. évi népszámlálási adatok alapján 3308 lakosa van.

## Történet
A település első lakói Mortimer Thorp mellett francia–kanadai farmerek voltak. A település névadója a Moxee forrás; a sahaptin nyelvű kifejezés jelentése „ehető gyökér”. A helység később az Artesian, Moksee, Moxie és Moxee City neveket is viselte.
A homokos talaj és az enyhe éghajlat lehetőséget nyújtott a szőlő- és komlótermesztésre. A Northern Pacific Railroad vasútvonalának és az öntözés kialakításának köszönhetően a későbbiekben további francia telepesek érkeztek. A La Framboise Roadon francia iskola is működött, a Szent Rózsafüzér Plébánián pedig francia nyelven miséztek.
Moxee City 1927. április 27-én kapott városi rangot.

## Éghajlat
A város éghajlata félsivatagi sztyeppe (a Köppen-skála szerint BSk).
| Hónap                         | Jan.  | Feb.  | Már.  | Ápr. | Máj. | Jún. | Júl. | Aug. | Szep. | Okt.  | Nov.  | Dec.  | Év    |
| ----------------------------- | ----- | ----- | ----- | ---- | ---- | ---- | ---- | ---- | ----- | ----- | ----- | ----- | ----- |
| Rekord max. hőmérséklet (°C)  | 20,0  | 21,1  | 27,2  | 33,3 | 38,9 | 42,2 | 42,8 | 43,3 | 37,8  | 32,8  | 22,8  | 19,4  | 43,3  |
| Átlagos max. hőmérséklet (°C) | 3,9   | 8,3   | 13,3  | 17,8 | 22,2 | 26,6 | 31,1 | 30,6 | 25,6  | 17,8  | 8,9   | 2,2   | 17,4  |
| Átlagos min. hőmérséklet (°C) | −5,0  | −3,3  | −1,1  | 1,1  | 5,6  | 8,9  | 11,7 | 11,1 | 6,7   | 1,1   | −2,8  | −6,1  | 2,4   |
| Rekord min. hőmérséklet (°C)  | −29,4 | −31,7 | −18,3 | −7,8 | −3,9 | −1,1 | 1,1  | 1,7  | −4,4  | −15,6 | −25,0 | −27,2 | −31,7 |
| Átl. csapadékmennyiség (mm)   | 29    | 21    | 16    | 14   | 15   | 16   | 6    | 7    | 9     | 14    | 27    | 39    | 213   |
| Forrás: The Weather Channel   |       |       |       |      |      |      |      |      |       |       |       |       |       |

## Népesség
A 2010-es népszámláláskor a városnak 3308 lakója, 1104 háztartása és 809 családja volt. A népsűrűség 539,6 fő/km2. A lakóegységek száma 1032, sűrűségük 168,4 db/km2. A lakosok 70,9%-a fehér, 0,6%-a afroamerikai, 2,3%-a indián, 1,2%-a ázsiai,  21,2%-a egyéb, 3,8%-a pedig kettő vagy több etnikumú. A spanyol vagy latino származásúak aránya 39% (   )
A háztartások 57,2%-ában élt 18 évnél fiatalabb. 56,5% házas, 15,1% egyedülálló nő, 8,2% egyedülálló férfi, 20,2% pedig nem család. 15,5% egyedül élt; 4,9%-uk 65 éves vagy idősebb. Egy háztartásban átlagosan 3,26 személy élt; a családok átlagmérete 3,59 fő.
A medián életkor 27,7 év volt. A város lakóinak 36,5%-a 18 évesnél fiatalabb, 9,3% 18 és 24 év közötti, 32,4%-uk 25 és 44 év közötti, 16,4%-uk 45 és 64 év közötti, 5,3%-uk pedig 65 éves vagy idősebb. A lakosok 49,5%-a férfi, 50,5%-a pedig nő.

## Fordítás
Ez a szócikk részben vagy egészben  a   Moxee, Washington című angol Wikipédia-szócikk ezen változatának fordításán alapul.  Az eredeti cikk szerkesztőit annak laptörténete sorolja fel. Ez a jelzés csupán a megfogalmazás eredetét és a szerzői jogokat jelzi, nem szolgál a cikkben szereplő információk forrásmegjelöléseként.